# Músculo iliocostal
El iliocostal es el músculo inmediatamente lateral al longísimo que es el más cercano al surco que separa los músculos epiaxiales de los hipoaxiales. Yace muy profundo a la porción carnosa del serrato anterior.

## Músculo iliocostal lumbar
El músculo iliocostal lumbar (Musculus iliocostalis lumborum) surge del labio externo de la cresta ilíaca del coxal así como del sacro y de la fascia toracolumbar. Respecto por a la inserción, se da en los bordes inferiores de los ángulos posteriores de las costillas torácicas más caudales (puede darse en las seis, siete, ocho o hasta nueve costillas últimas). También ser inserta en las vértebras lumbares más craneales las tres superiores), en concreto, en sus apófisis costales.

## Músculo iliocostal dorsal del cráneo
El músculo iliocostal dorsal (iliocostalis dorsi) surge de tendones planos,se inserta  en los bordes inferiores de las 6 primeras costillas y en los bordes superiores de las 6 últimas vértebra cervical.

## Músculo iliocostal cervical
El músculo iliocostal cervical (iliocostalis cervicis) surge de los ángulos de la tercera, cuarta, quinta y sexta costillas, y se inserta en los tubérculos posteriores de las apófisis transversas de la cuarta, quinta y sexta vértebra cervical.